# Arco aortico
L'arco aortico (o arco dell'aorta) è il secondo tratto dell'aorta, preceduto dall'aorta ascendente e seguito dall'aorta discendente.
Il diametro assiale dell'aorta può cambiare da individuo a individuo e anche nel corso del tempo, ma solitamente è compreso fra i 2 e i 3 centimetri; l'arco aortico ha una lunghezza di poco inferiore rispetto a quella del tratto ascendente dell'arteria (circa 5 cm).

## Anatomia
L'arco aortico è il tratto ricurvo dell'arteria aorta, che nasce nel ventricolo sinistro; lo precede l'aorta ascendente (da cui si dipartono le arterie coronarie) che termina nel limite del pericardio.
Ha inizio nel mediastino superiore, all'altezza del margine superiore della seconda articolazione sternocostale destra e la sua direzione è dal davanti verso l'indietro e da destra verso sinistra. Ha termine sul lato sinistro della quarta vertebra toracica.
Dall'arco aortico si originano tre importanti vasi arteriosi:
1. Arteria anonima (o tronco arterioso brachiocefalico) che a sua volta si divide in arteria carotide comune destra e arteria succlavia destra che corrono rispettivamente nel capo e nel braccio destro.
2. Arteria carotide comune sinistra che, formando con la vena giugulare il fascio giugulo-carotideo, arriva a irrorare la testa.
3. Arteria succlavia sinistra che porta il sangue nel braccio sinistro.

In età fetale l'arco aortico e l'arteria polmonare sono messi in comunicazione dal dotto di Botallo, che si chiude poco tempo dopo la nascita.

## Rapporti
Confina inferiormente con la biforcazione del tronco polmonare e coi linfonodi bronchiali, anteriormente col pericardio fibroso e con la vena intercostale suprema. L'arco aortico poggia sulla parte anteriore della colonna vertebrale ed è in contatto con l'esofago e il dotto toracico.

## Chirurgia
Nei pazienti fragili o ad alto rischio operatorio, l'intero arco aortico può essere sostituito mediante chirurgia endovascolare, senza ricorrere a microincisioni e ad arresto di circolo. L'impianto di una endoprotesi avviene mediante accesso esclusivamente percutaneo femorale e ascellare destro.